# Fuentesaúco de Fuentidueña
Fuentesaúco de Fuentidueña er en by og kommune i det centrale Spanien i provinsen Segovia. Den har et indbyggertal på 223 (2024) indbyggere.